# Anastrophyllum obtusum
Anastrophyllum obtusum là một loài rêu trong họ Anastrophyllaceae. Loài này được Herzog mô tả khoa học đầu tiên năm 1950.